# Grønning Øre
Grønning Øre er en smal og spids halvø, der rækker ud fra Østsalling og danner den vestlige afgrænsning af  Skive Fjord, der ligger syd for Hvalpsund i Limfjorden. Halvøen er en strandvoldsdannelse, som består af sand og ral. Yderst er der en dynamisk krumodde.
Området er privatejet, men der går en sti ud til spidsen af Grønning Øre hvor der er udsigter ud over fjorden og ind i Astrup Vig mod nord og mod Lundø på den anden side af fjorden.

## Plantelivet
Grønning Øre er en botanisk perle der er minimalt maskinelt påvirket. Samtidig sætter ekstensiv kreaturgræsning sit præg på områdets plantevækst. Ved roden af Grønning Øre findes krat af eg, fyr, røn og ene. Længere ude på odden er ene helt dominerende og yderst ude findes smukke bevoksninger af rynket rose, som blomstrer gennem hele sommeren. Hedelyng og revling forekommer her og der. Hvor fjorden har dannet nye, stenede strandvolde findes bevoksninger af kruset skræppe. På strandvoldene langs nordkysten trives en artsrig urteflora.

## Dyrelivet
Grønning Øre har et særdeles rigt fugleliv, både hvad angår småfugle knyttet til de udyrkede landarealer samt vadefugle, mågefugle og andefugle knyttet til kysterne. Spættet sæl iagttages af og til tæt på kysten.

## Fredningen
Danmarks Naturfredningsforening foreslog i 1952 et område på knap 12 hektar, fredet, for at undgå sommerhusbebyggelse og begrænse muligheden for ralgravning samt at sikre offentlig adgang til stranden. Der gik tre år inden Grønning Øre, der dengang lå i Sundsøre Kommune, i 1955 blev fredet i Overfredningsnævnet. 